# Sublimis Deus
Sublimis Deus – bulla papieża Pawła III wydana w 1537 roku. Dokument o epokowym znaczeniu, gdyż jako pierwszy uznawał godność każdego człowieka oraz jego prawo do wolności i własności niezależnie od jakichkolwiek kryteriów, jak na przykład rasy, narodowości czy wyznania, jednocześnie potępiając niewolnictwo jakiegokolwiek człowieka.